# Janina Rybarska
Janina Rybarska (ur. 7 września 1926, zm. 27 września 1986) – polska szachistka.

## Kariera szachowa
W latach 1957–1978 siedemnastokrotnie uczestniczyła w finałach mistrzostw Polski kobiet. Największy sukces odniosła w roku 1971 w Piotrkowie Trybunalskim, zajmując III miejsce i zdobywając brązowy medal. Spośród pozostałych finałów, najbardziej udane dla niej były starty w latach 1966 (Koszalin - V miejsce), 1968 (Lublin - VI miejsce) oraz 1970 (Kielce - IV miejsce).
Posiada tytuł mistrzyni krajowej, który otrzymała w roku 1978. Reprezentuje klub "Gambit" Świdnica. Od 1990 r. nie rozegrała ani jednej partii klasyfikowanej przez Międzynarodową Federację Szachową, na światowej liście rankingowej w dniu 1 kwietnia 2009 r. notowana była jako zawodniczka nieaktywna z wynikiem 2105 punktów.